# Ponapea
Ponapea es un género con tres especies de plantas con flores perteneciente a la familia  de las palmeras (Arecaceae).  
Es originario de las Islas Carolinas.

## Taxonomía
El género fue descrito por  Odoardo Beccari  y publicado en Botanische Jahrbücher für Systematik, Pflanzengeschichte und Pflanzengeographie 59: 13. 1924.
Etimología
Ponapea: nombre genérico que nombrado por la isla de  Ponape (Pohnpei).

## Especies
- Ponapea hosinoi
- Ponapea ledermanniana
- Ponapea palauensis